# Johanna Sophia Kettner

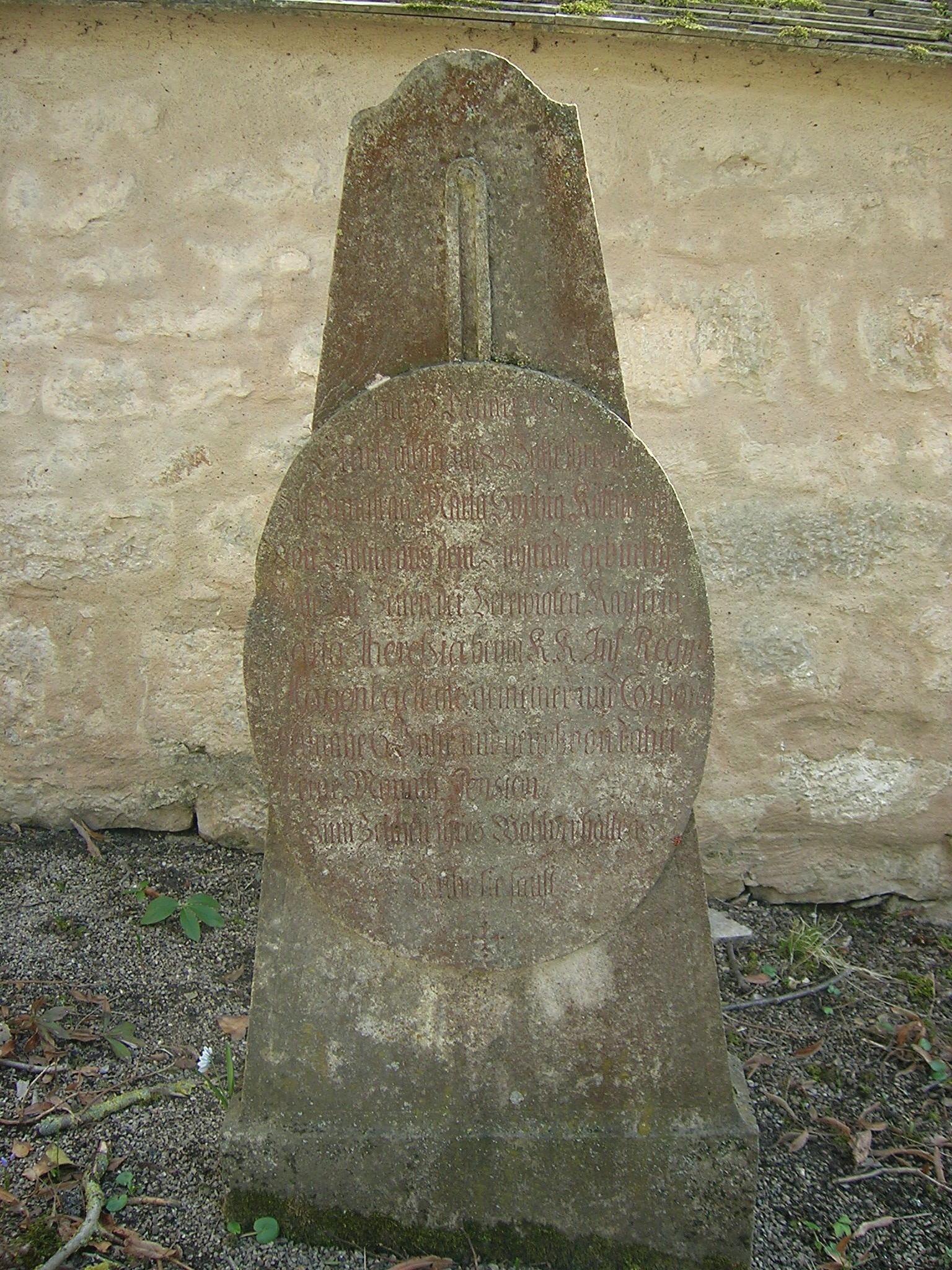
Grabstein der Jungfrau Maria Sophia Köttnerinn am Westenfriedhof Eichstätt

Johanna Sophia Kettner, auch Anna Sophia Köttner (* 24. Januar 1722 in Titting; † 22. Januar 1802 in Eichstätt), war eine deutsche Frau, die in der kaiserlichen Armee gedient hat.

## Leben
Johanna Sophia Kettner wurde im Jahr 1722 in Titting im Hochstift Eichstätt als Tochter der Bierbraumeisterfamilie Johann und Anna Kettner geboren. Von dort zog die Familie nach Arberg.
Nach dem Tod ihrer Mutter im November 1742 hätte Kettner nach Eichstätt heiraten sollen. Da ihr nach eigener Aussage an Männern nichts lag, zog sie stattdessen für drei Monate zu ihrer Tante Elisabeth Prästberger, die in Haag am Hausruck eine Wirtschaft betrieb. Am 2. August 1743 begab sich Kettner in Männerkleidung zum Erhalt des Portiunkula-Ablasses in das zu dieser Zeit bayerische Ried im Innkreis. Am gleichen Tag ließ sie sich unter dem Namen Johann Kettner im dortigen Märzenkeller anwerben und trat in die kaiserliche Armee ein. Eine genauere Visitation, die sie als Frau entlarvt hätte, wurde von den Werbern nicht vorgenommen.
Nach Ablegung des Diensteids in München folgte eine einjährige Ausbildung in Kufstein. Sie wurde dem Infanterie-Regiment No. 22 zugeteilt. Aufgrund ihres mutigen und tapferen Auftretens u. a. bei den Kämpfen von Piacenza und dem Treffen von Rottofredo wurde sie am 8. Juni 1747 zum Korporal befördert. Ab 1748 wurde dieses Regiment von Jakob Ignaz von Hagenbach angeführt. Obwohl Kettner nur wenige Wochen oder Monate unter dessen Führung stand, wird sie in der Literatur meist dem Hagenbach’schen Infanterieregiment zugeordnet. Insgesamt diente sie etwa fünf Jahre in der Armee. Da Wehrdienst für Frauen damals nicht legal möglich war, liegen zum Militärdienst von Frauen keine belastbaren Aufzeichnungen vor. Es könnte sich bei Kettner um die erste Frau in der kaiserlichen Armee gehandelt haben.
Anfang 1748 wurde sie während einer Erkrankung als Frau erkannt und nach ihrer Ankunft in Wien im August ehrenvoll aus der Armee entlassen. Maria Theresia gewährte ihr eine lebenslange Pension von acht Gulden. Kettner kehrte nach Eichstätt zurück. Dort nahm sie den unehelich geborenen Franz Josef Kettner (1753 – 1819), Sohn einer Barbara Hofbauer, als Adoptivsohn an. Sie ermöglichte ihm die Ausbildung zum Priester. Des Weiteren übernahm sie zwischen 1750 und 1759 sechs Mal das Amt der Taufpatin und zwei Mal das der Firmpatin.
Am 22. Januar 1802 starb Kettner im Eucharischen Spital von Eichstätt. Ihr Grabstein auf dem aufgelassenen Westenfriedhof an der Michaelskapelle ist erhalten.

## Sonstiges
Richard Auer greift in dem Roman Endstation Altmühltal das Thema auf, lässt als roten Faden seines Regionalkrimis die Geschichte von Johanna Sophia Kettner verfilmen, ohne groß auf die historischen Details einzugehen.